# Robert Christopher Riley
Robert Christopher Riley (Brooklyn, New York City, New York], 11 de outubro de 1980), é um ator americano de cinema, televisão e teatro de descendência de Trinidadian e Bajan. Ele é conhecido por seu papel como Terrence Wall  na série dramática da TV VH1, Hit The Floor, de 2013 a 2016, e por interpretar Michael Culhane na série Dynasty, The CW, 2017

## Filmografia

### Filmes
| Ano  | Título                  | Papel              | Notas       |
| ---- | ----------------------- | ------------------ | ----------- |
| 2006 | The Trade Off           | Kenny/Ralph        |             |
| 2007 | Over Coffee             | Death              | Short       |
| 2009 | The Turtle              | Hadlermann         | Video short |
| 2012 | The Bourne Legacy       | Outcome #6         |             |
| 2013 | The Spirit Game         | Colson             | Short       |
| 2014 | Getting Even            | Hennessy           |             |
| 2016 | The Perfect Match       | Victor             |             |
| 2016 | Love on the Run         | Mr. Handsome       |             |
| 2016 | Destined                | Cal/Calvin         |             |
| 2016 | Barrow: Freedom Fighter | Jean Holder        | Documentary |
| 2017 | Walk Away From Love     | Andre              |             |
| 2017 | Professor Mack          | Christopher Morris |             |

### Televisão
| Ano             | Título                       | Papel             | Notas                        |
| --------------- | ---------------------------- | ----------------- | ---------------------------- |
| 2009            | Law & Order: Criminal Intent | Cleon Lewis       | 1 episódio                   |
| 2009            | Royal Pains                  | Paramédico #1     | 1 episódio                   |
| 2009            | Medium                       | Policial          | 1 episódio                   |
| 2009            | Nurse Jackie                 | Oficial #1        | 1 episódio                   |
| 2010            | Victorious                   | Derrick           | 1 episódio                   |
| 2011            | Eden                         | Doorman           | 1 episódio                   |
| 2011            | White Collar                 | Jovem Jefferies   | 1 episódio                   |
| 2012            | Nurse Jackie                 | Hot Cop           | 1 episódio                   |
| 2012            | Single Ladies                |                   | 1 episódio                   |
| 2012            | Damages                      | Mike the Attorney | 1 episódio                   |
| 2012            | For Better or Worse          | Harold            | 1 episódio                   |
| 2013 – presente | Hit the Floor                | Terrence Wall     | Elenco Regular; 33 episódios |
| 2013            | Ironside                     |                   | 1 episódio                   |
| 2014            | Seasons of Love              | Miles             | Filme televisivo             |
| 2016            | Bad Dad Rehab                | Jared             | Filme televisivo             |
| 2016            | Bring Out the Lady           | Vegas             | Filme televisivo             |
| 2017            | Underground                  | Hicks             | 5 episódios                  |
| 2017            | Elementary                   | Roy Booker        | 3 episódios                  |
| 2017 – presente | Dynasty                      | Michael Culhane   | Elenco Principal             |

### Video games
| Ano  | Título             | Papel                | Notas |
| ---- | ------------------ | -------------------- | ----- |
| 2013 | Grand Theft Auto V | The Local Population | (Voz) |